# Murueta
Murueta város Spanyolországban,  Bizkaia tartományban. Murueta Forua, Errigoiti, Busturia és Gautegiz Arteaga községekkel határos. Lakosainak száma 322 fő (2024).

## Népesség
A település népessége az utóbbi években az alábbiak szerint változott:
| Lakosok száma | 222  | 289  | 305  | 310  | 302  | 311  | 311  | 308  | 327  | 322  |
|               | 2001 | 2004 | 2007 | 2009 | 2012 | 2014 | 2017 | 2019 | 2022 | 2024 |